# Владимировская улица (Новосибирск)
Владимировская улица — улица в Железнодорожном районе Новосибирска (с небольшой частью в Заельцовском районе). Располагается между железной дорогой и рекой Обь. Является продолжением улицы Фабричной и заканчивается переходом в улицу Дуси Ковальчук. Протяжённость — 2,6 км.
Владимировская улица в Новониколаевске была самой престижной улицей, на ней жили самые именитые железнодорожники. Она была первая замощена и на ней установили фонари.

## Название
Улица названа в честь Владимира Константиновича Жандра, выходца из богатого дворянского рода, который жил на Владимировской и активно участвовал в её благоустройстве. Первоначально улица называлась Владимирской, но в 1960-х годах после ошибки в документах она стала именоваться Владимировской.

## История
Улица возникла вследствие активного застраивания и заселения территории между линией железной дороги и Обью. Это произошло сразу после того, как были построены мост через реку Обь (в 1893—1897 годах) и железнодорожная станция Обь (в 1896 году), для служащих которой и строились первые дома.
- 1895 год — на пересечении с Владимировским спуском построен переселенческий врачебно-питательный пункт (31 августа 1910 года его посетил П. А. Столыпин). Сегодня на его месте находятся корпуса Дорожной клинической больницы.
- 1896 год — на перекрёстке Владимировской улицы и Владимировского спуска построена железнодорожная школа, на месте которой в настоящее время располагается отделение социальной защиты населения.
- 1900 год — построено второе здание бывшей железнодорожной школы № 2, в котором сегодня располагается Сибирский центр сертификации и другие организации.
- 1907 год — руководство железнодорожной станции проводит в собственные дома на Владимировской улице электрическое освещение, источником электричества послужила динамо-машина, расположенная в железнодорожном депо. На саму Владимировскую улицу также было проведено освещение[3].
- 1910—1913 годы — строительство туннеля, соединившего улицу Владимировскую с улицей Шамшурина и, следовательно, с центром города. Туннель существует до сих пор.
- 1927 год — построено первое двухэтажное здание железнодорожной школы № 3 (ныне Средняя общеобразовательная школа № 1).
- 1956 год — построено второе, трёхэтажное, здание. 3 октября 2008 года — двухэтажное здание стало Городским Домом Учителя.

## Достопримечательности
В начале 1900-х годов на улице был построен комплекс военных зданий Красные казармы, который является памятником архитектуры регионального значения.

## Организации, расположенные на Улице Владимировской
- Городская клиническая психиатрическая больница № 3
- ОАО «Сибирский банк Сбербанка России»
- Библиотека им. Кошевого
- УГИБДД «ГУВД НСО»
- Поликлиника № 20
- Средняя общеобразовательная школа № 1

## Организации, располагавшиеся на Улице Владимировской
- Новосибирский маслозавод (ликвидирован в 1990-е гг.)

## Транспорт

### Автобусы
67 «Заельцовский ПКиО — Автовокзал», не ходит из-за отсутствия перевозчика.

### Троллейбусы
№ 24 «ЖМ Станиславский — Учительская ул.»

### Маршрутное такси
№ 1130 «Амбулаторная — Зеленодолинская»

### Остановки
Школа № 84 — Магазин № 25 — ОблГАИ — Ж.-д. поликлиника — Маслозавод — ДК им. Кирова